# 福勒瓦森巴赫河
49°00′08″N 10°43′53″E / 49.00219°N 10.73151°E
福勒瓦森巴赫河是德國的河流，位於該國東南部，由巴伐利亞負責管轄，屬於維德雷克格拉本河的右支流，河道全長1.4公里，流經魏森堡-貢岑豪森縣。